# Cornado (Touro)
Cornado o San Tirso de Cornado (llamada oficialmente Santiso de Cornado) es una parroquia española del municipio de Touro, en la provincia de La Coruña, Galicia.

## Entidades de población
Entidades de población que forman parte de la parroquia:
- Cillobre
- Dioño
- Freire (O Freire)
- Mane
- Santiso
- Subres

## Demografía
| Gráfica de evolución demográfica de Cornado entre 2000 y 2019 |
|                                                               |
| Datos según el nomenclátor publicado por el INE.              |